# Aiguille du Vélan
Aiguille du Vélan är en bergstopp i Schweiz. Den ligger i distriktet Entremont och kantonen Valais, i den södra delen av landet, 120 km söder om huvudstaden Bern. Toppen på Aiguille du Vélan är 3 633 meter över havet.